# Râul Țiganca, Moișa
Râul Țiganca este un curs de apă, afluent al râului Moișa.

## Hărți
- Harta județului Suceava